# João Vaseu
João Vaseu (ou Joannes Vasaeus, de nome flamengo Jan Was ou Waes, em espanhol, Juan Vaseo) foi um humanista e historiador flamengo Renascentista, nascido em Bruges, por volta de 1511, morreu em Salamanca em 21 de outubro de 1561. A sua carreira decorreu em Portugal e Espanha.

## Biografia
Matriculou-se na Universidade de Lovaina em 31 de agosto de 1527, e lá permaneceu até outubro de 1531. Seguiu-se um curso de direito. Aprendeu hebraico com Nicolas Clénard, de quem se tornou próximo, e em 1529 conheceu André de Resende.
No verão de 1531, Fernando Colombo, filho de Cristóvão Colombo, viajou para Lovaina em busca de pessoal qualificado para a Bibliotheca Colombina , que foi fundada em Sevilha. Nicolas Clénard e João Vaseu concordaram em segui-lo para um contrato de três anos. Juntou-se a eles um francês, Jean Antoine, doutor em direito. O grupo partiu de Lovaina a cavalo, no início de outubro, e chegou à fronteira espanhola em Biscaia, a 10 de novembro.
Em Medina del Campo foram convidados de Maria de Toledo, viúva do vice-rei das Índias Diogo Colombo (cunhada de Fernando Colombo). Clénard, tendo encontrado uma posição na Universidade de Salamanca saiu do grupo.
Em novembro de 1532, os restantes chegaram a Sevilha. Vaseu foi alojado na espaçosa casa de Fernando Colombo, mas sofrendo com o clima da Andaluzia ficou seriamente doente em agosto de 1534 (tal como Jean Antoine, que morreu no mesmo ano). Pensou em voltar para sua terra natal, mas Clénard, com quem ele se manteve em correspondência, o dissuadiu, e incentivou a procurar trabalho em Salamanca. Clénard tinha deixado a cidade no fim de 1533, convidado por seu amigo mútuo, André de Resende para vir para Évora, a sede da corte portuguesa, mantenha uma posição de professor de humanidades, para o infante Henrique, irmão de D. João III. Deixando Sevilha no início de outubro de 1534, Vaseu fez uma viagem para Évora e, em seguida, Salamanca. No fim de 1537, casou-se com uma jovem de Segovia, que lhe deu dois filhos, Agustín e Jerónimo.
Em 1537, o infante português Henrique, que foi arcebispo de Braga, decidiu criar uma escola na cidade; Clénard deu o nome do seu amigo João Vaseu e foi instruído a encontrá-lo em Salamanca. Vaseu assumiu responsabilidades em Braga, em junho de 1538, onde permaneceu até 1541, quando se mudou para Évora. Aí encontrou André de Resende, seu amigo de Lovaina, e em 9 de outubro de 1547, o rei D. João III concedeu-lhe o mesmo status e privilégios que aos professores da Universidade de Coimbra.
Em 14 de julho de 1550, a Universidade de Salamanca convidou-o para ocupar uma cadeira de gramática. Em agosto de 1552, tornou-se professor e o seu ensino em Salamanca teve logo uma grande reputação, atraindo muitos ouvintes.

## Trabalho
As suas principais obras impressas são
- Chronici rerum memorabilium Hispaniae - em 1552.
- Rerum Hispaniae memorabilium annales - em 1577.

A principal obra é historiográfica: Chronici rerum memorabilium Hispaniæ, publicada em Salamanca em 1552, fruto de um trabalho de quatorze anos, conta a história política e eclesiástica da península ibérica, desde o tempo do nascimento de Cristo até 1020. Aparentemente não teve tempo para escrever o segundo volume, para continuar a história até seu tempo. Este Chronicon Hispaniæ foi reimpresso em Colónia, em 1577, de Frankfurt, em 1579 e 1603.
Publicou também, em maio de 1538 em Salamanca, um volume intitulado Collectanea rhetorices, dedicado ao príncipe Henrique de Portugal. No mesmo ano, ele deu duas edições de textos latinos (as arengas elaboradas a partir de Tito Lívio, e a "Actio prima em C. Verrem por Cícero). Escreveu um índice de Adágias de Erasmo (Évora, 1547), e uma oração fúnebre pronunciada em 1556 (funeral de dois médicos da Universidade de Salamanca).